# شكال

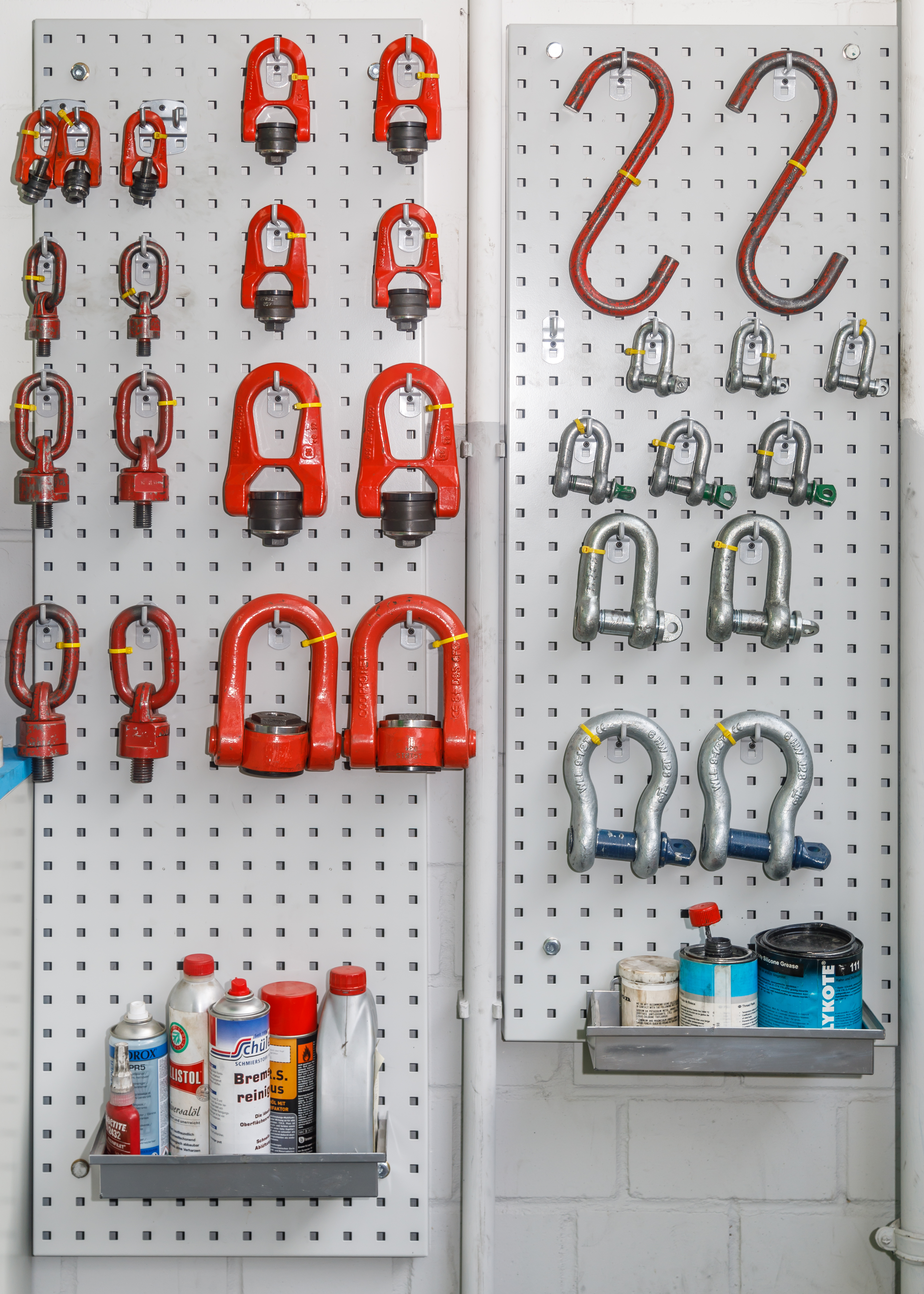
أنواع مختلفة من الشُّكُل. تشير الأربطة الكبلية الصفراء إلى تاريخ آخر فحص للأداة.

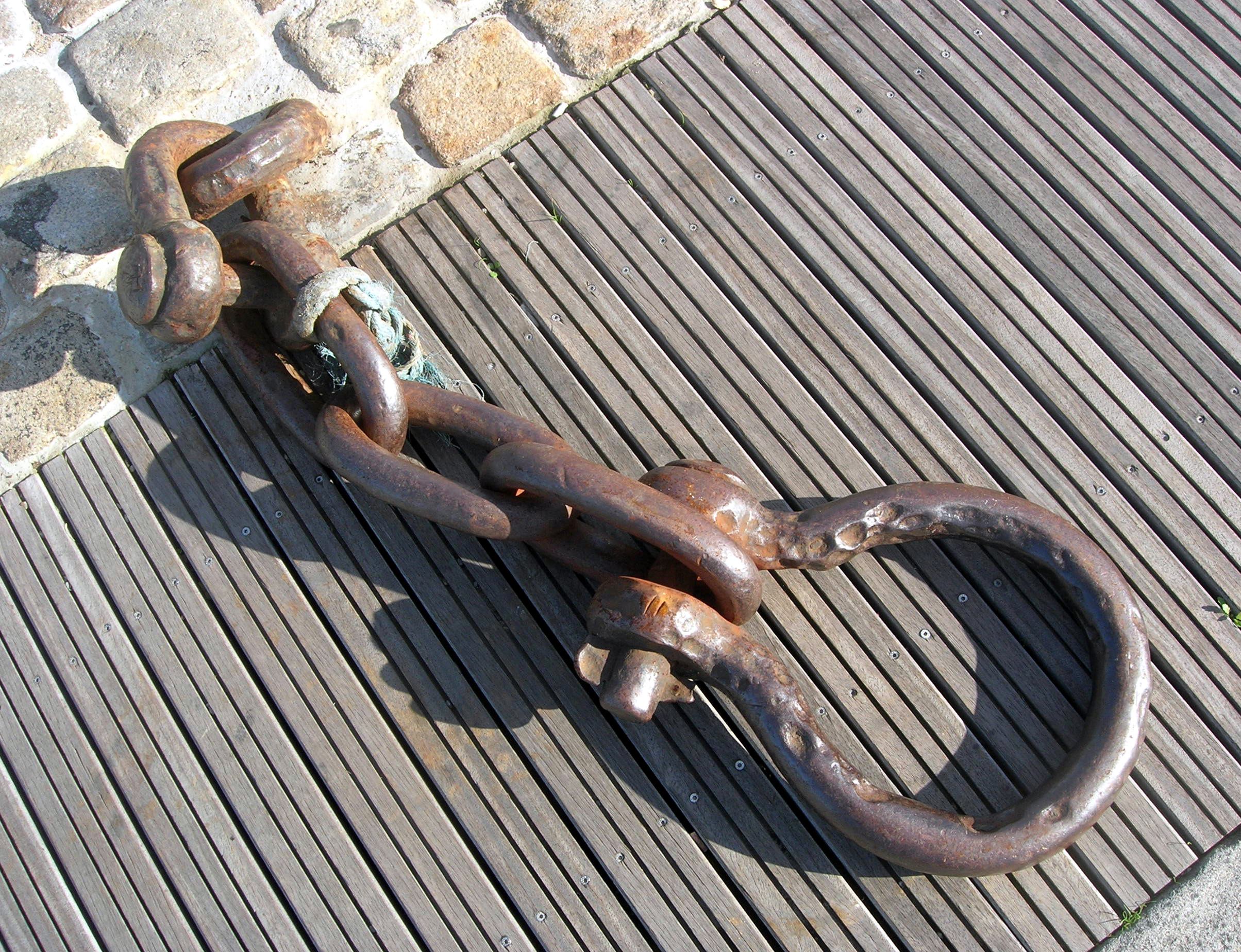
شكال مستخدم جيدًا

الشِّكَال (الجمع: شُكُل) أو حلقة ربط (بالإنجليزية: Shackle) هي قطعة معدنية لها شكل حدوة مثبتة بمسمار المِقْرن أو محزاق عبر الفتحة، أو بحلقة معدنية ذات مفاصل مؤمنة بآلية مسمار قَفْل سريعة التحرير. الشُّكُل هي الروابط الأساسية في جميع أنواع أنظمة التجهيز، بدءًا من أرمة القوارب والسفن وحتى تجهيزات الرافعات الصناعية، حيث أنها تسمح بربط مجموعات فرعية مختلفة من التجهيز أو فصلها بسرعة. خُطّاف نابضي هو نوع من الشُّكُل يُستخدم في تسلق الجبال.